# San Vito Volley 2011-2012
Questa voce raccoglie le informazioni riguardanti il San Vito Volley nelle competizioni ufficiali della stagione 2011-2012.

## Organigramma societario
Area direttiva
- Presidente: Luigi Sabatelli

Area tecnica
- Allenatore: Cosimo Lo Re
- Allenatore in seconda: Iolanda Semeraro
- Scout man: Roberto Bianchi

Area sanitaria
- Medico: Giovanni Roma
- Preparatore atletico: Iolanda Semeraro
- Fisioterapista: Anna Maria Marrazzo

## Rosa
| N° | Nome                | Ruolo | Data di nascita   | Nazionalità sportiva |
| -- | ------------------- | ----- | ----------------- | -------------------- |
| 2  | Emily Brown         | S/O   | 17 gennaio 1986   | Stati Uniti          |
| 2  | Ana Radicheva       | S     | 10 marzo 1987     | Bulgaria             |
| 3  | Alessia Travaglini  | C     | 10 aprile 1988    | Italia               |
| 4  | Mariangela Di Cecca | S     | 14 settembre 1986 | Italia               |
| 5  | Angela Bensend      | S     | 23 luglio 1989    | Stati Uniti          |
| 6  | Silvia Segalina     | C     | 14 gennaio 1990   | Italia               |
| 7  | Alice Lo Cascio     | S     | 2 ottobre 1988    | Italia               |
| 9  | Elena D'Ambros      | L     | 17 novembre 1992  | Italia               |
| 10 | Clara Izzo          | P     | 5 marzo 1987      | Italia               |
| 12 | Graziana Caputo     | S     | 1º giugno 1993    | Italia               |
| 13 | Iole Carbone        | C     | 5 gennaio 1993    | Italia               |
| 15 | Marina Kovacheva    | S     | 1º dicembre 1987  | Bulgaria             |
| 16 | Mariaeugenia Benato | L     | 9 gennaio 1993    | Italia               |
| 17 | Sara De Lellis      | P     | 14 novembre 1986  | Italia               |

## Risultati

### Serie A2

#### Girone di andata
| 1ª giornata - 9 ottobre 2011 PalaGeorge, Montichiari                   | Verona         | 3 - 1 | San Vito            | 25-13, 21-25, 25-20, 25-19        |
| 2ª giornata - 16 ottobre 2011 PalaMacchitella, San Vito dei Normanni   | San Vito       | 0 - 3 | Loreto              | 13-25, 22-25, 18-25               |
| 3ª giornata - 23 ottobre 2011 PalaRomiti, Forlì                        | Forlì          | 3 - 2 | San Vito            | 25-19, 23-25, 25-18, 16-25, 15-13 |
| 4ª giornata - 30 ottobre 2011 PalaMacchitella, San Vito dei Normanni   | San Vito       | 0 - 3 | Casalmaggiore       | 14-25, 23-25, 23-25               |
| 5ª giornata - 6 novembre 2011 PalaSassi, Matera                        | Time Matera    | 0 - 3 | San Vito            | 15-25, 22-25, 23-25               |
| 6ª giornata - 13 novembre 2011 PalaMacchitella, San Vito dei Normanni  | San Vito       | 1 - 3 | Cuatto Giaveno      | 19-25, 25-23, 14-25, 23-25        |
| 7ª giornata - 20 novembre 2011 PalaRota, Mercato San Severino          | Rota           | 3 - 2 | San Vito            | 25-27, 25-13, 23-25, 25-21, 15-11 |
| 8ª giornata - 27 novembre 2011 PalaMacchitella, San Vito dei Normanni  | San Vito       | 1 - 3 | Soverato            | 23-25, 23-25, 25-23, 21-25        |
| 9ª giornata - 4 dicembre 2011 PalaBertoni, Crema                       | Crema          | 3 - 0 | San Vito            | 25-21, 25-23, 25-13               |
| 10ª giornata - 8 dicembre 2011 PalaMacchitella, San Vito dei Normanni  | San Vito       | 3 - 1 | Pontecagnano Faiano | 17-25, 25-22, 25-20, 25-23        |
| 11ª giornata - 11 dicembre 2011 PalaBusnago, Busnago                   | Busnago        | 3 - 2 | San Vito            | 25-19, 25-21, 18-25, 19-25, 15-10 |
| 12ª giornata - 18 dicembre 2011 PalaMacchitella, San Vito dei Normanni | San Vito       | 0 - 3 | Santa Croce         | 15-25, 12-25, 22-25               |
| 13ª giornata - 26 dicembre 2011 PalaPozzillo, Sala Consilina           | Antares        | 2 - 3 | San Vito            | 25-22, 25-18, 21-25, 18-25, 11-15 |
| 14ª giornata - 8 gennaio 2012 PalaMacchitella, San Vito dei Normanni   | San Vito       | 3 - 0 | IHF                 | 25-19, 25-23, 25-19               |
| 15ª giornata - 15 gennaio 2012 PalaLiabel, Salsomaggiore Terme         | Terre Verdiane | 3 - 2 | San Vito            | 25-19, 22-25, 26-24, 21-25, 15-7  |

#### Girone di ritorno
| 16ª giornata - 22 gennaio 2012 PalaMacchitella, San Vito dei Normanni  | San Vito            | 3 - 2 | Verona         | 17-25, 25-21, 15-25, 25-20, 15-11 |
| 17ª giornata - 29 gennaio 2012 PalaSerenelli, Loreto                   | Loreto              | 3 - 0 | San Vito       | 25-16, 25-15, 25-15               |
| 18ª giornata - 3 marzo 2012 PalaMacchitella, San Vito dei Normanni     | San Vito            | 1 - 3 | Forlì          | 25-17, 25-27, 26-28, 21-25        |
| 19ª giornata - 11 febbraio 2012 PalaBaslenga, Casalmaggiore            | Casalmaggiore       | 3 - 1 | San Vito       | 25-17, 25-16, 21-25, 25-9         |
| 20ª giornata - 19 febbraio 2012 PalaMacchitella, San Vito dei Normanni | San Vito            | 2 - 3 | Time Matera    | 31-29, 24-26, 19-25, 25-18, 19-21 |
| 21ª giornata - 26 febbraio 2012 Palazzetto dello Sport, Giaveno        | Cuatto Giaveno      | 3 - 0 | San Vito       | 25-15, 25-13, 25-21               |
| 22ª giornata - 11 marzo 2012 PalaMacchitella, San Vito dei Normanni    | San Vito            | 2 - 3 | Rota           | 11-25, 25-22, 25-20, 19-25, 13-15 |
| 23ª giornata - 18 marzo 2012 PalaScoppa, Soverato                      | Soverato            | 0 - 3 | San Vito       | 22-25, 21-25, 23-25               |
| 24ª giornata - 25 marzo 2012 PalaMacchitella, San Vito dei Normanni    | San Vito            | 1 - 3 | Crema          | 25-18, 15-25, 14-25, 20-25        |
| 25ª giornata - 1º aprile 2012 PalaPicentia, Pontecagnano Faiano        | Pontecagnano Faiano | 3 - 1 | San Vito       | 25-22, 25-17, 22-25, 25-16        |
| 26ª giornata - 7 aprile 2012 PalaMacchitella, San Vito dei Normanni    | San Vito            | 3 - 1 | Busnago        | 25-23, 11-25, 25-23, 25-17        |
| 27ª giornata - 15 aprile 2012 PalaParenti, Santa Croce sull'Arno       | Santa Croce         | 3 - 0 | San Vito       | 25-13, 25-14, 25-16               |
| 28ª giornata - 22 aprile 2012 PalaMacchitella, San Vito dei Normanni   | San Vito            | 3 - 2 | Antares        | 23-25, 18-25, 25-22, 25-14, 15-13 |
| 29ª giornata - 25 aprile 2012 Palazzetto dello sport, Frosinone        | IHF                 | 3 - 0 | San Vito       | 25-17, 25-20, 26-24               |
| 30ª giornata - 29 aprile 2012 PalaMacchitella, San Vito dei Normanni   | San Vito            | 3 - 0 | Terre Verdiane | 25-23, 25-18, 25-18               |